# Parco naturale delle Alpi Marittime
Il parco naturale delle Alpi Marittime è un'area naturale protetta del Piemonte. È adiacente al grande Parco nazionale del Mercantour in Francia.

## Storia
Creato nel 1980 come Parco Naturale dell'Argentera, prende origine dalla preesistente Riserva Reale di caccia di Valdieri-Entracque, istituita nel 1857 per volere di Vittorio Emanuele II. Il nome “Argentera” deriva dall'omonimo massiccio situato al centro delle Alpi Marittime.
Nel 1993 è stato insignito del Diploma europeo delle aree protette.
Nel 1995, per effetto di un progetto regionale di accorpamento delle aree protette piemontesi, è stata realizzata, con Legge Regionale nº 33/1995, la fusione con la Riserva naturale speciale “Bosco e laghi di Palanfrè” (istituita nel 1979), che ha portato alla nascita dell'odierno Parco.

## Territorio
Sono comprese nel territorio del parco l'alta Valle Gesso, l'alta Valle Grande di Palanfrè (Valle Vermenagna) e i Valloni della Valletta e del Reduc in Valle Stura di Demonte, interessando i Comuni di Aisone, Entracque, Valdieri, Roaschia e Vernante, per un totale di circa 28.000 ettari.

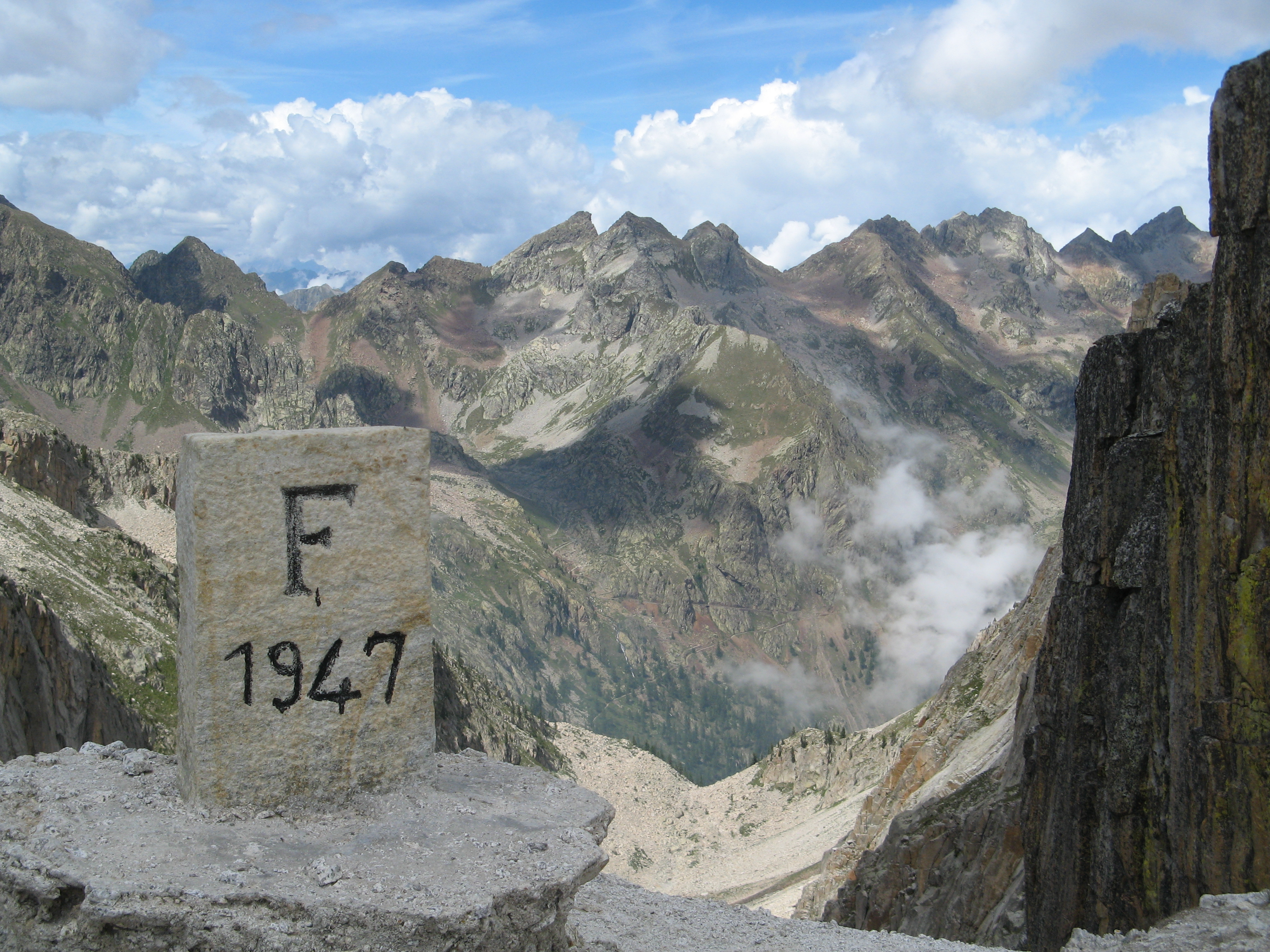
Il Passo del Prefouns, al confine tra il Parco naturale delle Alpi Marittime (Italia) e il Parco nazionale del Mercantour (Francia)

Una caratteristica peculiare del P.N.A.M. è quella di avere oltre un terzo dei confini a Sud ed a Sud-Ovest adiacenti al francese Parco nazionale del Mercantour, situazione che risulta essere importante per le implicazioni di carattere faunistico che ne derivano.
L'area protetta ricade per la quasi totalità della sua ampiezza nel bacino del torrente Gesso, che si estende in direzione Sud-Ovest - Nord-Est con andamento quasi rettilineo per circa 25 km, e che si apre sulla pianura a Sud-Est di Cuneo.

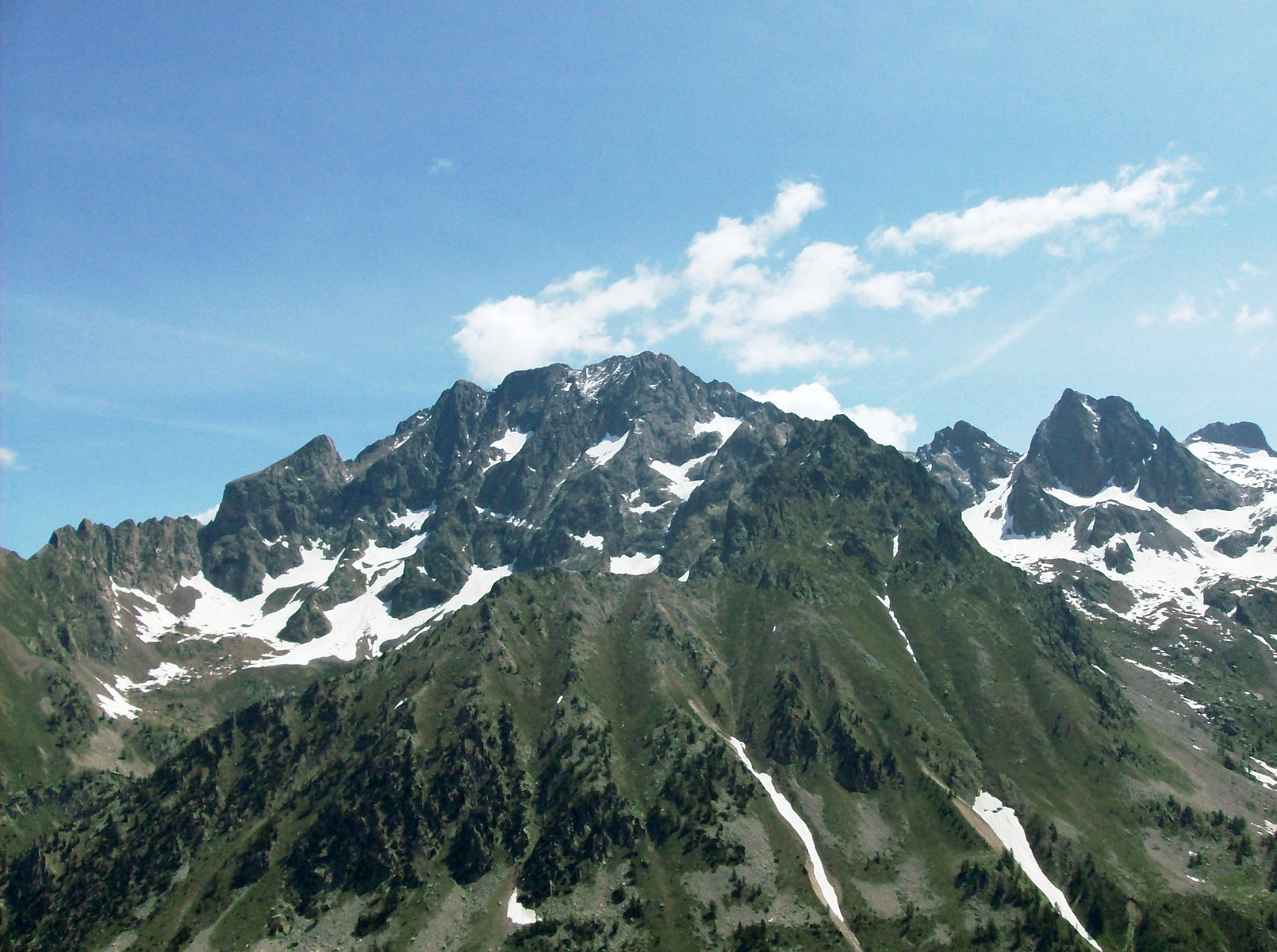
Il Monte Argentera, massima elevazione delle Alpi Marittime

Il territorio del Parco si estende da una quota di 750 m fino a 3.297 m s.l.m., racchiudendo la parte montuosa più importante delle Alpi Marittime: il Gruppo del Gelàs ed il Gruppo dell'Argentera. Il primo occupa l'arco montuoso che va dal Colle del Sabbione (2.328 m s.l.m.) fino al Colle di Finestra (2.471 m s.l.m.) Il secondo, situato al centro del territorio, vanta le punte più alte di tutte le Alpi Marittime (Cima Sud e Cima Nord, rispettivamente 3.297 m e 3.286 m s.l.m.)
Rocce e...Vegetazione arb...Vegetazi...Vegetazio...Rimboschi...Ghiacciai e ...Laghi e bacini...DissestiAree edificateRocce e detritiVegetazione arboreaVegetazione arbustivaVegetazione erbaceaRimboschimentiGhiacciai e nevaiLaghi e bacini artificialiDissestiAree edificate
     Rocce e detriti (47,4%)
     Vegetazione arborea (22,3%)
     Vegetazione arbustiva (11,3%)
     Vegetazione erbacea (16,7%)
     Rimboschimenti (0,4%)
     Ghiacciai e nevai (0,9%)
     Laghi e bacini artificiali (0,7%)
     Dissesti (0,2%)
     Aree edificate (0,1%)
Il territorio risulta essere generalmente aspro, con un'assoluta predominanza delle zone caratterizzate da rocce e detriti (47% della superficie totale), una discreta copertura boschiva (22%), zone a vegetazione erbacea ridotte (17%), pochi arbusteti (11%), ghiacciai e nevai perenni limitati (0,9%) e scarsissime aree edificate (0,1%).
Ad esclusione della “Valle di Desertetto”, che ha una morfologia piuttosto modellata, il resto del territorio è un tipico ambiente di alta montagna, che, grazie alla presenza delle rocce cristalline particolarmente resistenti agli agenti esogeni, si presenta con valli anguste e incassate, con pendici sempre molto ripide e vaste superfici prive di vegetazione, boschi ridotti, nevai perenni e qualche lembo relitto di ghiacciai di tipo pirenaico (quelli del Monte Gelàs sono i più meridionali della Catena Alpina).

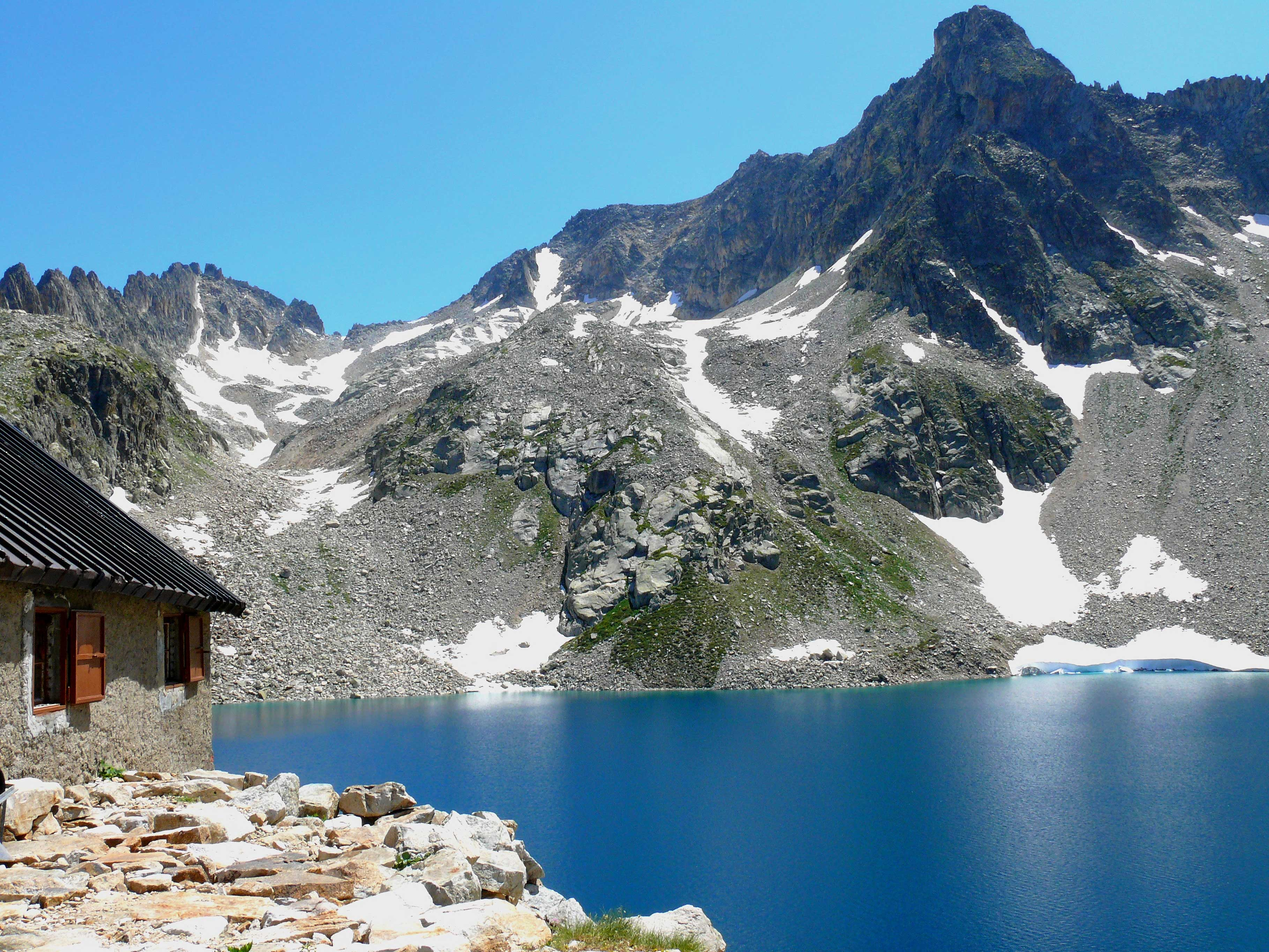
Il Lago delle Portette ripreso dal Rifugio Emilio Questa

La parte alta del P.N.A.M. risulta profondamente modellata dall'esarazione glaciale. Le valli principali mostrano, infatti, una chiara origine glaciale, testimoniata dal loro profilo ad “U” (modellato dalla successiva azione dei corsi d'acqua) e, in particolare, dalla presenza costante alla loro testata di ampi circhi glaciali ormai estinti e di conche di escavazione glaciale. Proprio al loro interno è presente un buon numero di laghi di piccole e medie dimensioni, quasi tutti di origine glaciale.
Tali specchi d'acqua hanno, però, una vita limitata, in quanto subiscono un rapido interrimento. Ciò provoca la formazione, dopo una fase paludosa e di torbiera, di una piccola area pianeggiante, come è possibile osservare al Prà del Rasour, al Piano del Valasco, al Pian della Casa, ecc. In queste pianure il torrente spesso divaga formando ampi meandri. Sono inoltre presenti numerose valli sospese ed altre forme di modellamento ed accumulo glaciale, quali rocce montonate, accumuli morenici di vario tipo, cordoni morenici stadiali, rock-glaciers, ecc.

## Flora
La flora del P.N.A.M. è nel complesso quella caratteristica delle grandi vallate delle Alpi Occidentali.

La posizione periferica e meridionale nella catena alpina, la vicinanza del Mar Mediterraneo e la presenza di grandi barriere montagnose permettono lo sviluppo di una flora particolarmente ricca e caratteristica.
Il territorio del parco presenta, infatti, grande interesse floristico per la varietà, il numero e la rarità delle specie che ospita, tanto da poter essere considerato una delle classiche “zone di rifugio” delle Alpi.
Il piano montano è dominato, per lo strato arboreo, dalle faggete (Fagus sylvatica), che rappresentano la maggior parte della superficie boscata, in associazione con il maggiociondolo (Laburnum anagyroides), il nocciòlo (Corylus avellana), l'acero di monte (Acer pseudoplatanus), il salicone (Salix nigra) e il sorbo montano (Sorbus aria), e, per lo strato arbustivo, dal lampone (Rubus idaeus), dal sambuco montano (Sambucus racemosa), dal mirtillo (Vaccinium myrtillus) e da vari generi di felce.
La restante parte boscata è costituita dai popolamenti di abete bianco (Abies alba) e di Abete rosso (Picea abies) che occupano i versanti ombrosi dei valloni più riparati e freschi, e dai lariceti (Larix decidua) che hanno colonizzato i versanti più esposti al sole.
Di questa fascia altitudinale sono inoltre caratteristici, e testimoni di un'antica penetrazione mediterranea, i popolamenti relitti di ginepro fenicio (Juniperus phoenicea), per tutelare i quali è stata creata anche una Riserva Speciale nella zona di Valdieri.
Nel piano subalpino sono diffuse formazioni di pino mugo (Pinus mugo) accompagnate da lande a ginepro (Juniperus communis subsp. nana), Rosa canina e rododendro (Rhododendron ferrugineum), ma la maggior parte del territorio è occupato da praterie a Festuca varia, Festuca paniculata, Festuca dimorfa, Festuca spadicea, Poa violacea, Pheum pratense, Poligonum bistortum, Lilium bulbiferum, Potentilla valderia (endemica), Taraxacum officinale, Gentiana lutea.
Tale zona è, inoltre, caratterizzata dalla presenza dei “gias”, zone adibite al ricovero del bestiame nel periodo estivo, il cui suolo è caratterizzato da un'alta concentrazione di sostanze organiche indecomposte; questa determina l'instaurarsi di una tipica vegetazione nitrofila con specie come: Rumex alpinus, Chenopodium bonus-henricus, Capsella bursa-pastoris, Urtica dioica e Alchemilla xanthochlora.
Il piano alpino presenta vaste estensioni di pareti rocciose ospitanti specie endemiche come la Saxifraga florulenta, il Galium tendae e la Silene cordifolia, associate a specie comuni come la Primula pedemontana e le varie Artemisia dei gruppi genepi e glacialis.
Le zone più umide sono caratterizzate, invece, da una tipica vegetazione igrofila con muschi e la Saxifraga stellaris.
Le zone a pietraia, infine, sono colonizzate da raggruppamenti di Viola valderia e Viola argenteria (endemiche), Achillea nana e Leucanthemum alpinum.
| Tipologie vegetazionali           | Superficie in ettari | Superficie in % |
| --------------------------------- | -------------------- | --------------- |
| Vegetazione rupicola e di detrito | 13209,2              | 48,6            |
| Praterie e pascoli                | 4651,3               | 17,1            |
| Arbusteti                         | 3140,7               | 11,5            |
| Faggete                           | 4537,7               | 16,7            |
| Querceti                          | 122,1                | 0,4             |
| Altre latifoglie                  | 86,4                 | 0,3             |
| Pinete                            | 386                  | 1,4             |
| Abetine                           | 197,7                | 0,7             |
| Lariceti                          | 874,5                | 3,2             |

## Fauna
Il parco è piuttosto ricco dal punto di vista faunistico e comprende molte specie di mammiferi, di uccelli, di rettili, di anfibi e di insetti.

### Mammiferi
I mammiferi appartenenti al gruppo degli ungulati sono gli animali più caratteristici del territorio del parco e sono rappresentati dalla famiglia Bovidae con camoscio alpino (Rupicapra rupicapra), stambecco (Capra ibex) e muflone (Ovis musimon), dalla famiglia Cervidae con cervo (Cervus elaphus) e capriolo (Capreolus capreolus) e dalla famiglia Suidae con il cinghiale (Sus scrofa).
Il camoscio alpino è l'ungulato tipico e, in assoluto, più diffuso nel territorio del Parco (ne costituisce anche il simbolo) con una popolazione superiore ai 4.000 capi. La gestione faunistica operata dal Parco per questa specie prevede solamente interventi di cattura a scopo di cessione per il ripopolamento di altri areali.
Lo stambecco è stato reintrodotto dal Parco Nazionale del Gran Paradiso con successivi tentativi fin dal 1920, a cura della gestione delle Riserve Reali di Caccia. Le operazioni di rilascio sono state ripetute nell'arco di 12 anni e dal 1933 si è iniziato ad osservare con regolarità gli animali. La popolazione di stambecchi ha notevolmente esteso il suo areale distribuendosi in modo più omogeneo negli ambienti di tutta l'area protetta. Vive comunque a quote solitamente più elevate rispetto al camoscio.
Il muflone, specie originaria di Sardegna e Corsica, è stato introdotto, a scopo venatorio, negli anni cinquanta-sessanta in quella che allora era la Réserve de Chasse del Boréon, e che oggi è inclusa nel Parco Nazionale del Mercantour (Francia). Sottoposta a protezione assoluta nel Parco francese, la specie, in seguito al notevole aumento della sua popolazione, ha colonizzato, a partire dal 1983, nuovi territori nella zona italiana. Dal 1993 le segnalazioni di mufloni nel parco sono progressivamente diminuite sia per effetto dell'azione antropica che per la intensa attività predatoria da parte del lupo, avvistato per la prima volta in territorio francese nel 1992. Il lupo preda facilmente il muflone, soprattutto sulla neve, costituendo un ottimo deterrente alla sua espansione.
Il cervo è stato reintrodotto a scopo venatorio nella Valle Stura di Demonte a partire dal 1990 e in altre valli vicine in tempi più recenti (tra cui citiamo la francese Val Roja e le vicine valli Maira, Grana e Varaita), oltre che nel vicino Parco dell'Alta Val Pesio dove viene incentivato da circa 30 anni. Si stima la presenza di alcuni uno o due nuclei situati nelle zone di confine del Parco, oltre ad esemplari erranti.
Il capriolo, precedentemente estinto, dagli anni sessanta è tornato a far parte della fauna selvatica piemontese. Gli interventi di rilascio nella Provincia di Cuneo sono avvenuti nel Parco naturale del Marguareis, nella bassa Valle Stura e nel Vallone di Roaschia (Valle Gesso). 
Si sono avuti sporadici avvistamenti in Valle Gesso a partire dal 1990 (nel 1993 si ha la prima segnalazione nel territorio del Parco). Le aree attualmente occupate sono quelle di fondovalle, marginali all'area protetta, comprese tra 800 e 1000 m.
Il cinghiale, un tempo relegato ai fondovalle, è in costante aumento in tutta la zona e si è spinto ormai anche a quote elevate. Assente in Valle Gesso fino agli anni trenta, successivamente la sua presenza nell'area protetta è stata segnalata in maniera sporadica, sembra a seguito di migrazioni di animali sfuggiti agli incendi verificatisi nel Delfinato francese. L'assenza di una pressione venatoria su questo selvatico, unito all'aumento delle risorse trofiche disponibili per gli ungulati (basti pensare che un presidente dell'ISPRA ha definito l'Italia "un allevamento di ungulati a cielo aperto"), in un ungulato ad espansione K con forti incrementi, con alta pressione venatoria (per motivi agro-forestali) esternamente all'area protetta, ha portato all'aumento degli stessi e alla necessità di piani di contenimento all'interno del parco.
L'incremento numerico e l'espansione dell'areale iniziano negli anni settanta, in seguito ad un'esplosione demografica favorita dal generale abbandono delle attività agro-silvo-pastorali montane. 
In seguito alle miti condizioni climatiche degli inverni degli anni novanta, la popolazione presente nel Parco è notevolmente aumentata.
Oltre agli ungulati, numerosi altri mammiferi popolano il Parco.
Al gruppo dei carnivori appartengono: la volpe (Vulpes vulpes), caratteristica per la sua versatilità e adattabilità a qualsiasi ambiente, il lupo (Canis lupus italicus ) che recentemente ha fatto ritorno sulle Alpi Marittime e la cui presenza è stata sporadicamente osservata all'interno del parco, ed i Mustelidi rappresentati dal tasso (Meles meles), di abitudini terricole, dalla martora (Martes martes), dalla faina (Martes foina), dalla donnola (Mustela nivalis) e dall'ermellino (Mustela erminea).
Fra i Roditori ricordiamo: la marmotta (Marmota marmota), animale sociale, di abitudini terricole e molto facile da osservare, lo scoiattolo (Sciurus vulgaris), il ghiro (Glis glis), il quercino (Eliomys quercinus), le arvicole (Clethrionomys spp. e Pitymys spp.) e i topi selvatici (Apodemus spp.).
Vi sono poi alcuni rappresentanti del gruppo degli Insettivori come il riccio (Erinaceus europaeus), la talpa (Talpa europaea) e i toporagni (Sorex spp.).
Sono inoltre presenti in tutto il Parco le principali specie italiane di chirotteri.

### Uccelli
Gli uccelli che popolano il Parco appartengono ad un'ottantina di specie di cui 75 nidificanti nel territorio.
Le specie nidificanti si ripartiscono nelle seguenti famiglie: 
- gli Accipitridi con il falco pecchiaiolo (Pernis apivorus), il biancone (Circaetus gallicus), l'astore (Accipiter gentilis), lo sparviere (Accipiter nisus), la poiana (Buteo buteo) e l'aquila reale (Aquila chrysaetos);
- i Falconidi con il falco pellegrino (Falco peregrinus);
- i Tetraonidi con la pernice bianca (Lagopus mutus) e il fagiano di monte o gallo forcello (Tetrao tetrix);
- i Fasianidi con la Coturnice (Alectoris graeca) e la quaglia (Coturnix coturnix);
- gli Scolopacidi con la Beccaccia (Scolopax rusticola);
- i Columbidi con il Colombaccio (Columba palumbus) e la Tortora dal collare orientale (Streptopelia decaocto);
- i Cuculidi con il Cuculo (Cuculus canorus);
- gli Strigidi con l'Assiolo (Otus scops), il Gufo reale (Bubo bubo), l'allocco (Strix aluco), la civetta (Athene noctua) e il gufo comune (Asio otus);
- gli Apodidi con il rondone (Apus apus);
- i Picidi con il picchio rosso maggiore (Dendrocopos major), il picchio rosso minore (Dendrocopos minor) e il rarissimo picchio nero (Dryocopus martius);
- gli Alaudidi con l'allodola (Alauda arvensis);
- gli Irundinidi con la rondine montana (Ptyonoprogne rupestris), la rondine (Hirundo rustica) e il balestruccio (Delichon urbica);
- i Motacillidi con il prispolone (Anthus trivialis), lo spioncello (Anthus spinoletta) e la ballerina gialla (Motacilla cinerea);
- i Cinclidi con il merlo acquaiolo (Cinclus cinclus);
- i Trogloditidi con lo scricciolo (Troglodytes troglodytes);
- i Prunellidi con la passera scopaiola (Prunella modularis), il sordone (Prunella collaris);
- i Turdidi con il codirosso spazzacamino (Phoenicurus ochruros), il codirosso (Phoenicurus phoenicurus), lo stiaccino (Saxicola rubetra), il culbianco (Oenanthe oenanthe), il codirossone (Monticola saxatilis), il merlo dal collare (Turdus torquatus), il merlo (Turdus merula), la tordela (Turdus viscivorus) e il tordo bottaccio (Turdus philomelos);
- i Muscicapidi con il pettirosso (Erithacus rubecola);
- i Silvidi con la bigiarella (Sylvia curruca), la capinera (Sylvia atricapilla), il luì bianco (Phylloscopus bonelli), il luì piccolo (Phylloscopus collybita) e il fiorrancino (Regulus ignicapillus);
- i Paridi con la cincia mora (Parus ater);
- i Ticodromadidi con il picchio muraiolo (Tichodroma muraria);
- i Certidi con il rampichino (Certhia brachydactyla);
- gli Oriolidi con il rigogolo (Oriolus oriolus);
- i Lanidi con l'averla piccola (Lanius collurio);
- i Corvidi con il gracchio alpino (Pyrrhocorax graculus), il gracchio corallino (Pyrrhocorax pyrrhocorax), la cornacchia nera (Corvus corone), il corvo imperiale (Corvus corax), tutti frequentatori delle pareti rocciose, e la ghiandaia (Garrulus glandarius) chiassoso abitante dei boschi;
- i Passeridi con il fringuello alpino (Montifringilla nivalis);
- i Fringillidi con il fringuello (Fringilla coelebs), il verzellino (Serinus serinus), il verdone (Carduelis chloris), il fanello (Carduelis cannabina), il crociere (Loxia curvirostra) e il ciuffolotto (Pyrrhula pyrrhula);
- gli Emberizidi con lo zigolo nero (Emberiza cirlus), lo zigolo muciatto (Emberiza cia), l'ortolano (Emberiza hortulana).

Dal 1993 il P.N.A.M. ha iniziato a collaborare, assieme al Parco nazionale del Mercantour, al Progetto Internazionale di Reintroduzione del gipeto (Gypaetus barbatus) sulle Alpi. Fino al 2006 sono state liberate sul territorio piemontese otto coppie di uccelli, tutti giovani, la cui presenza viene costantemente monitorata nel cuneese da una rete di osservatori volontari.

### Rettili e anfibi
Il sottobosco e gli ambienti palustri sono poi ricchi di microfauna: fra i Rettili ricordiamo in particolare l'orbettino (Anguis fragilis), il ramarro (Lacerta viridis), la vipera (Vipera aspis), la biscia dal collare (Natrix natrix) e il biacco (Hierophis viridiflavus); fra gli Anfibi la rana temporaria (Rana temporaria), la raganella (Hyla intermedia).

### Pesci
Le acque dei torrenti sono popolate dalla trota fario (Salmo trutta) e dallo scazzone (Cottus gobio).

### Insetti
Così come per i vegetali anche per gli insetti si registra la presenza di specie molto antiche (di origine terziaria). Solo tra i lepidotteri si possono contare circa cinquanta forme sottospecifiche endemiche delle Alpi Marittime e Cozie, e, di queste, alcune esclusive della Valle Gesso, come Parnassius apollo valderiensis, localizzato alle Terme di Valdieri. Alcune farfalle possono poi raggiungere quote assai elevate, come ad esempio il Parnassius mnemosyne excelsus, trovato anche sulla cima del Gelas. Allo stesso modo fra i coleotteri vi sono esempi di particolare rilievo, come ad esempio Chrysocarabus.

## Strutture ricettive

### Rifugi e bivacchi
I numerosi rifugi presenti all'interno del parco permettono escursioni di più giorni. E le traversate possono essere estese anche all'adiacente Parco nazionale del Mercantour oltre confine, appoggiandosi ai numerosi rifugi di cui anch'esso è provvisto.

#### Ovest

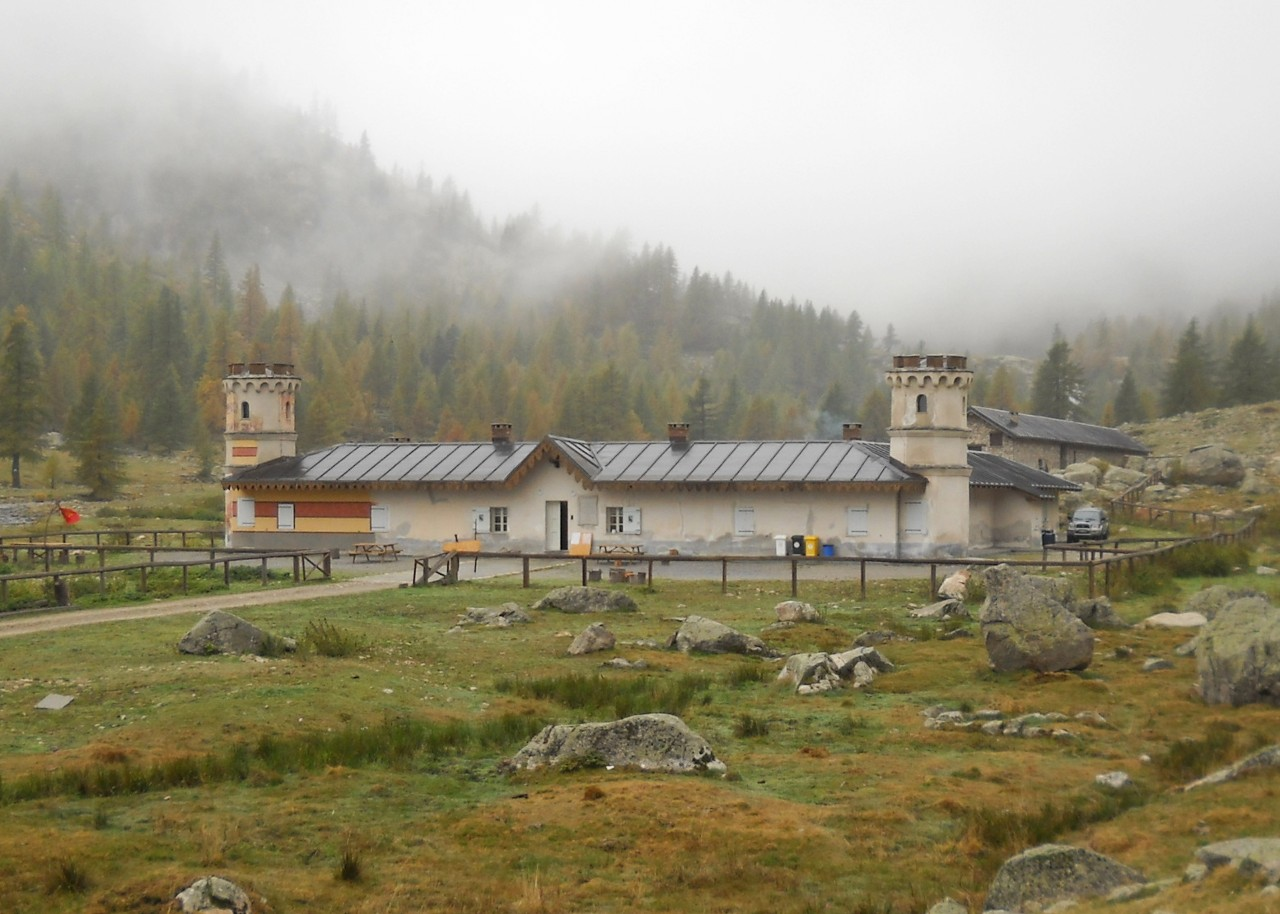
Rifugio Valasco (1764 m), ex casa di caccia reale
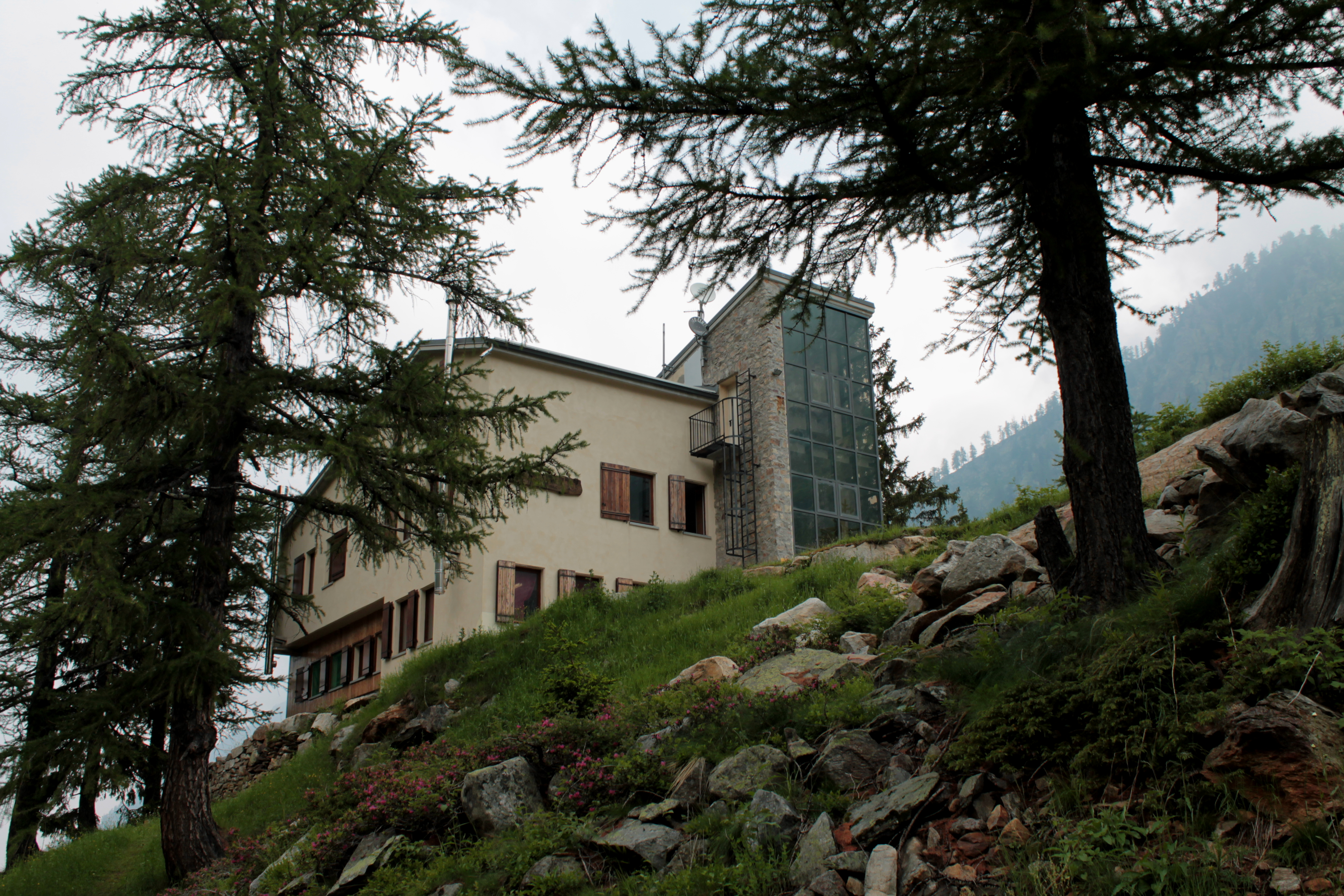
Rifugio Malinvern (1836 m), all'esterno del parco
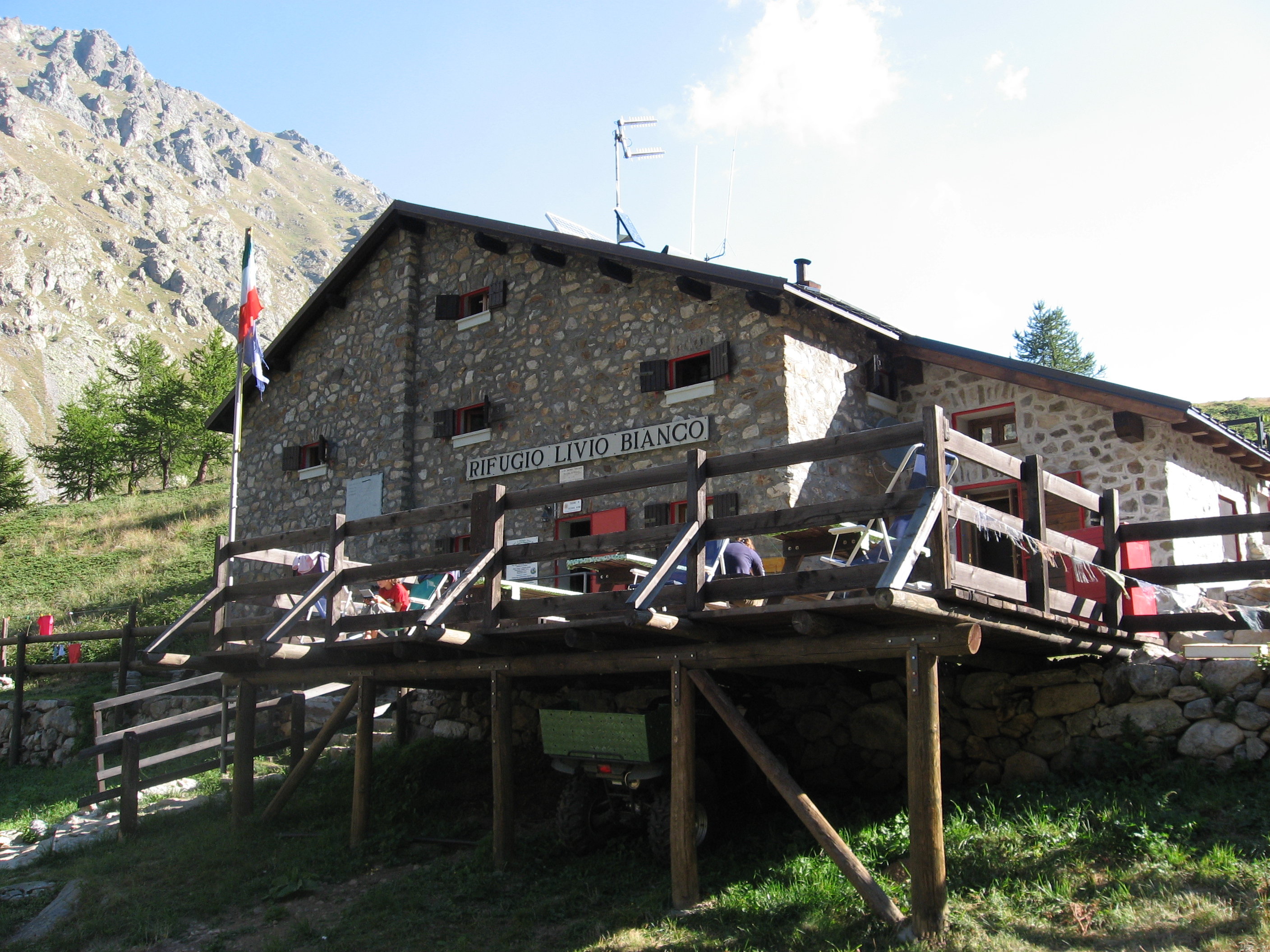
Rifugio Dante Livio Bianco (1910 m)
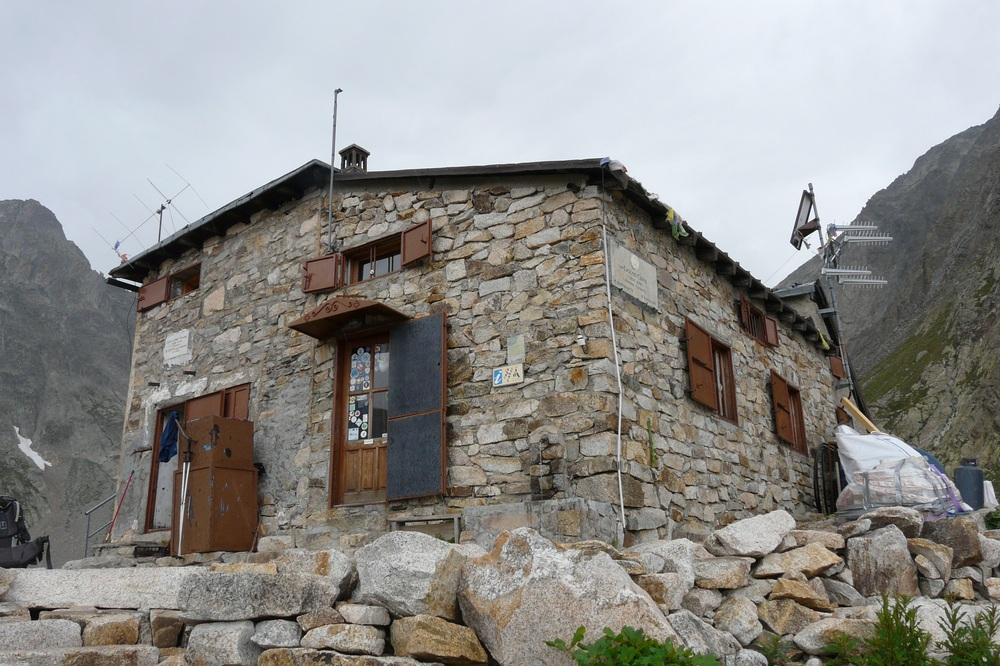
Rifugio Emilio Questa (2388 m)

- Bivacco Jacques Guiglia (2421 m)

#### Centro

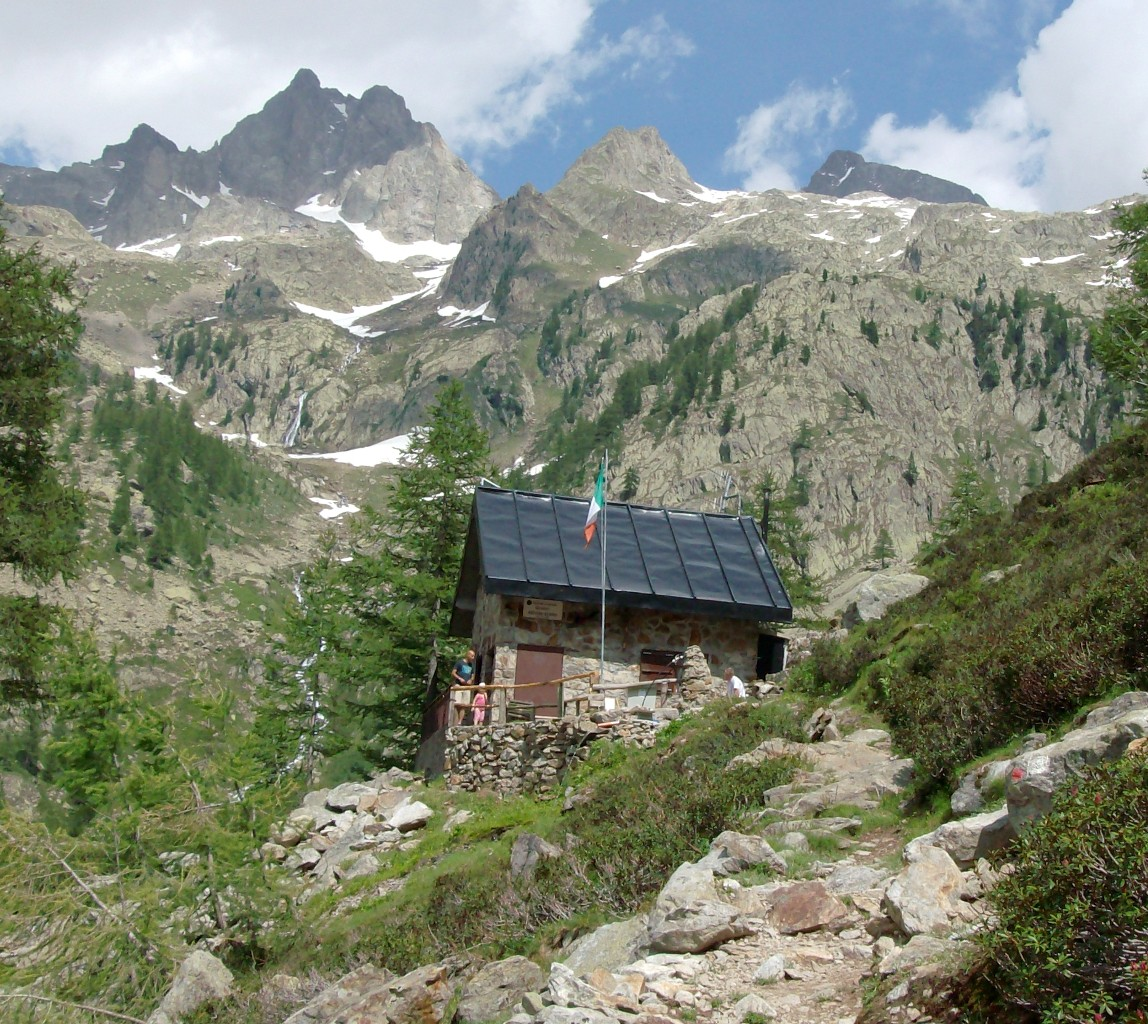
Rifugio Regina Elena (1850 m). Sullo sfondo la Cima di Nasta e la Cima Paganini
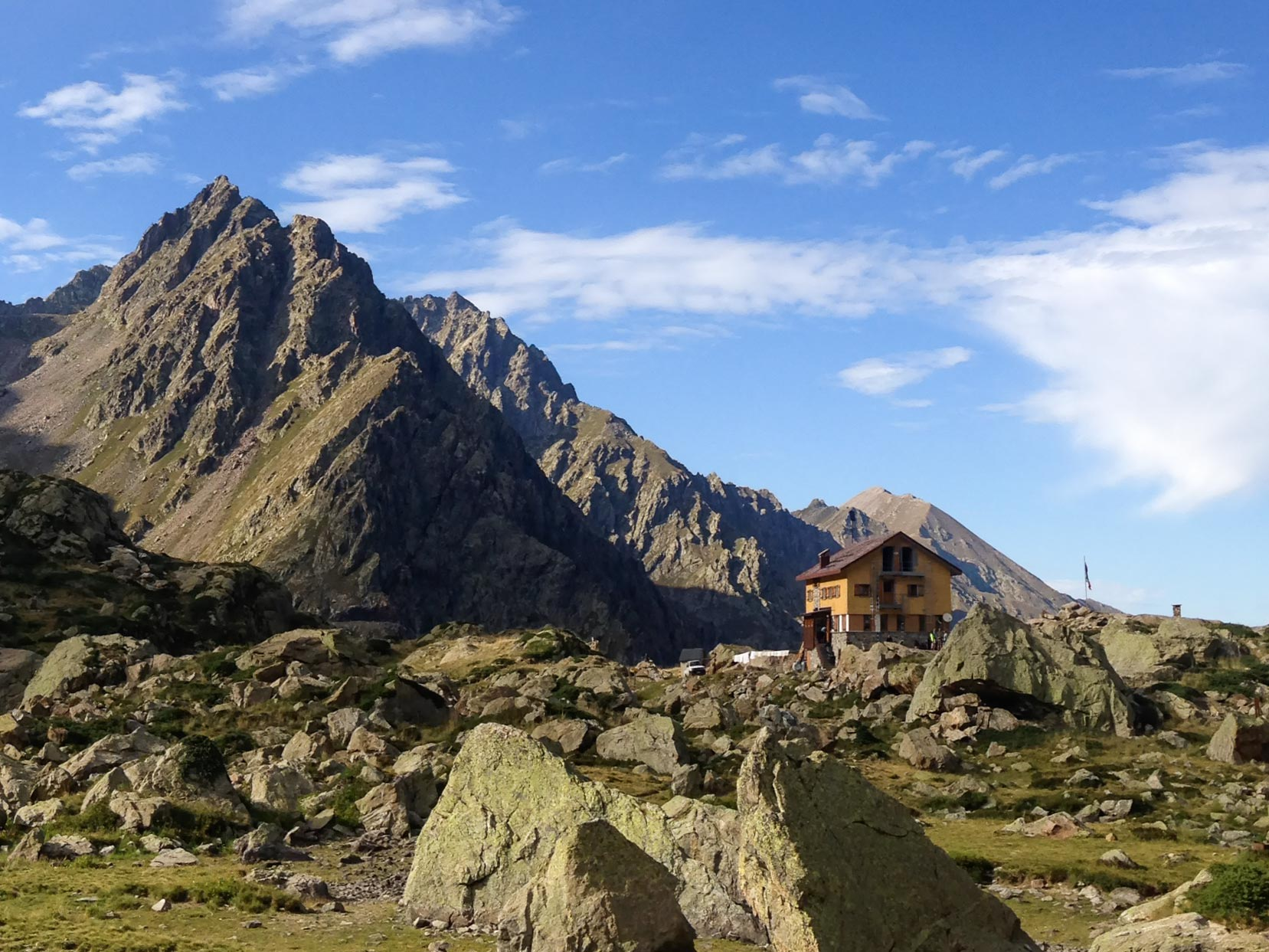
Rifugio Genova-Figari (2015 m). Sullo sfondo la Cima Chiapous
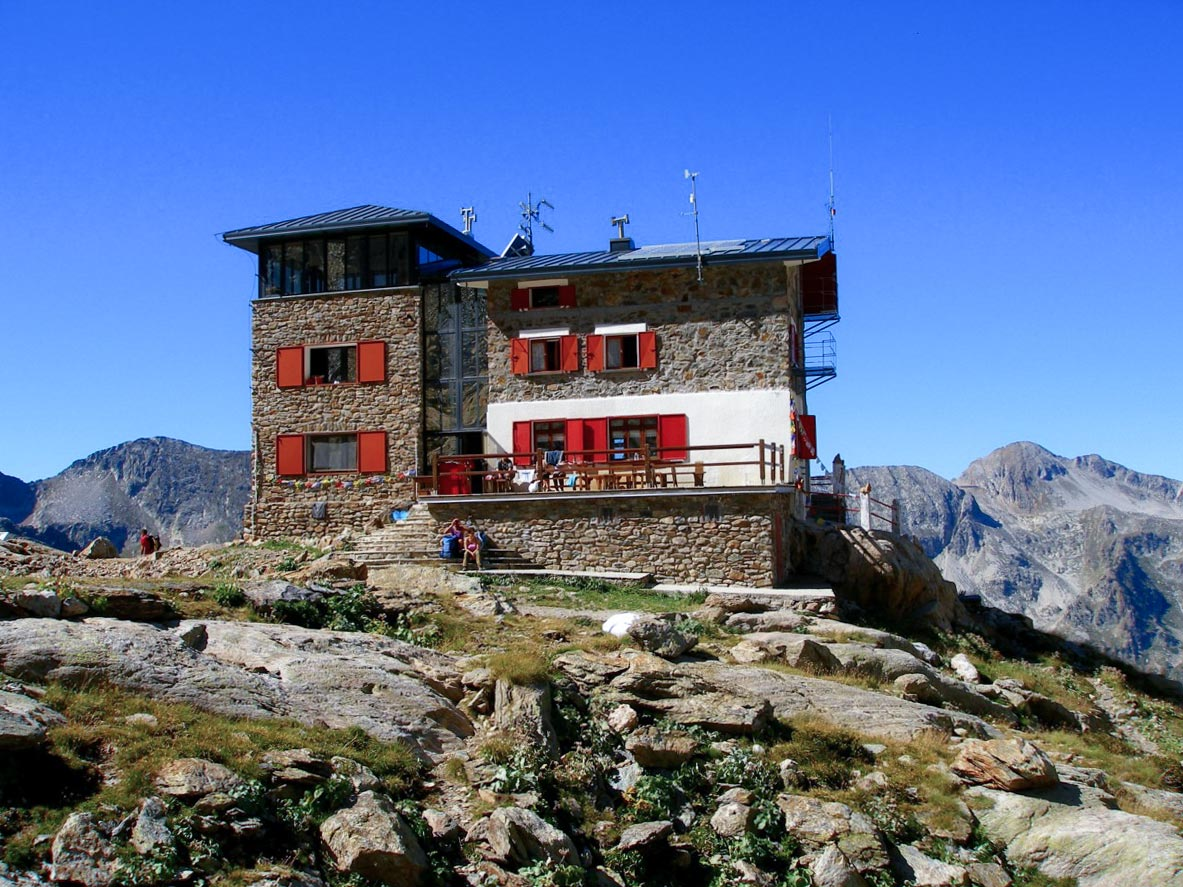
Rifugio Remondino (2430 m)
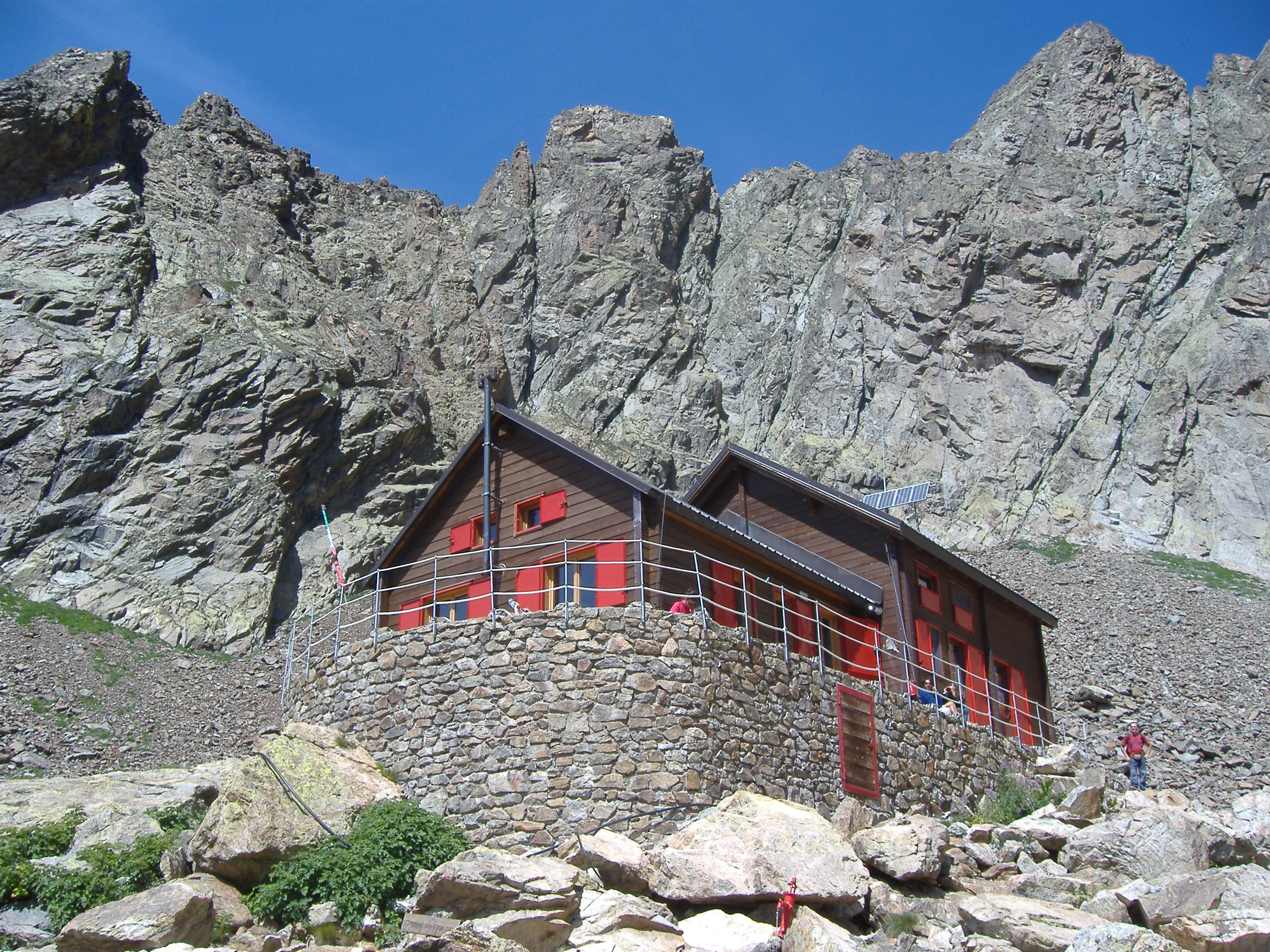
Rifugio Lorenzo Bozano (2453 m). Sullo sfondo l'Argentera

- Bivacco Silvio Varrone (2270 m)
- Rifugio Morelli Buzzi (2351 m)
- Bivacco Baus
- Bivacco Costi Falchero
- Bivacco Nicolin Gandolfo

#### Est

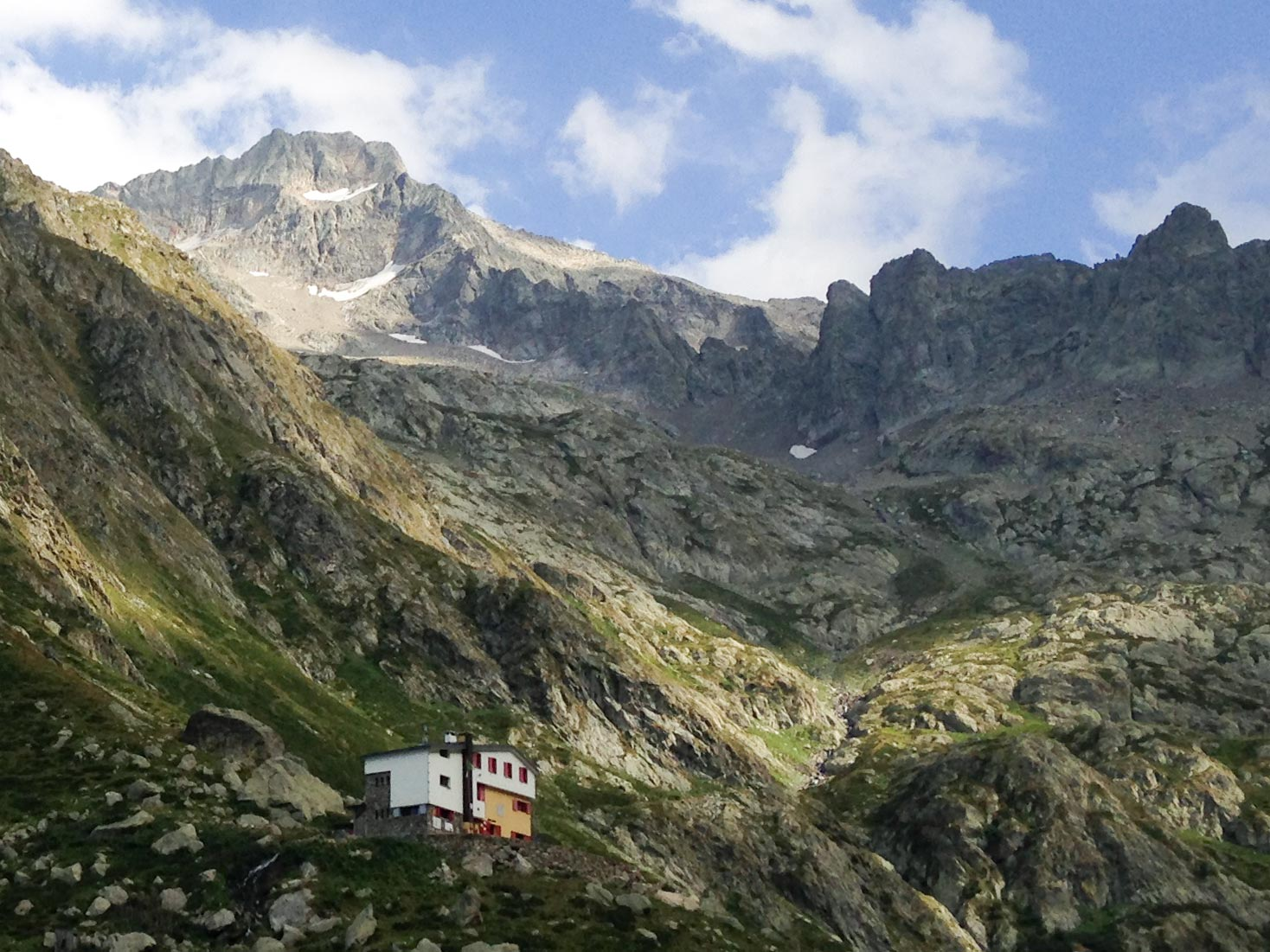
Rifugio Soria Ellena (1840 m), sotto il Monte Gelàs
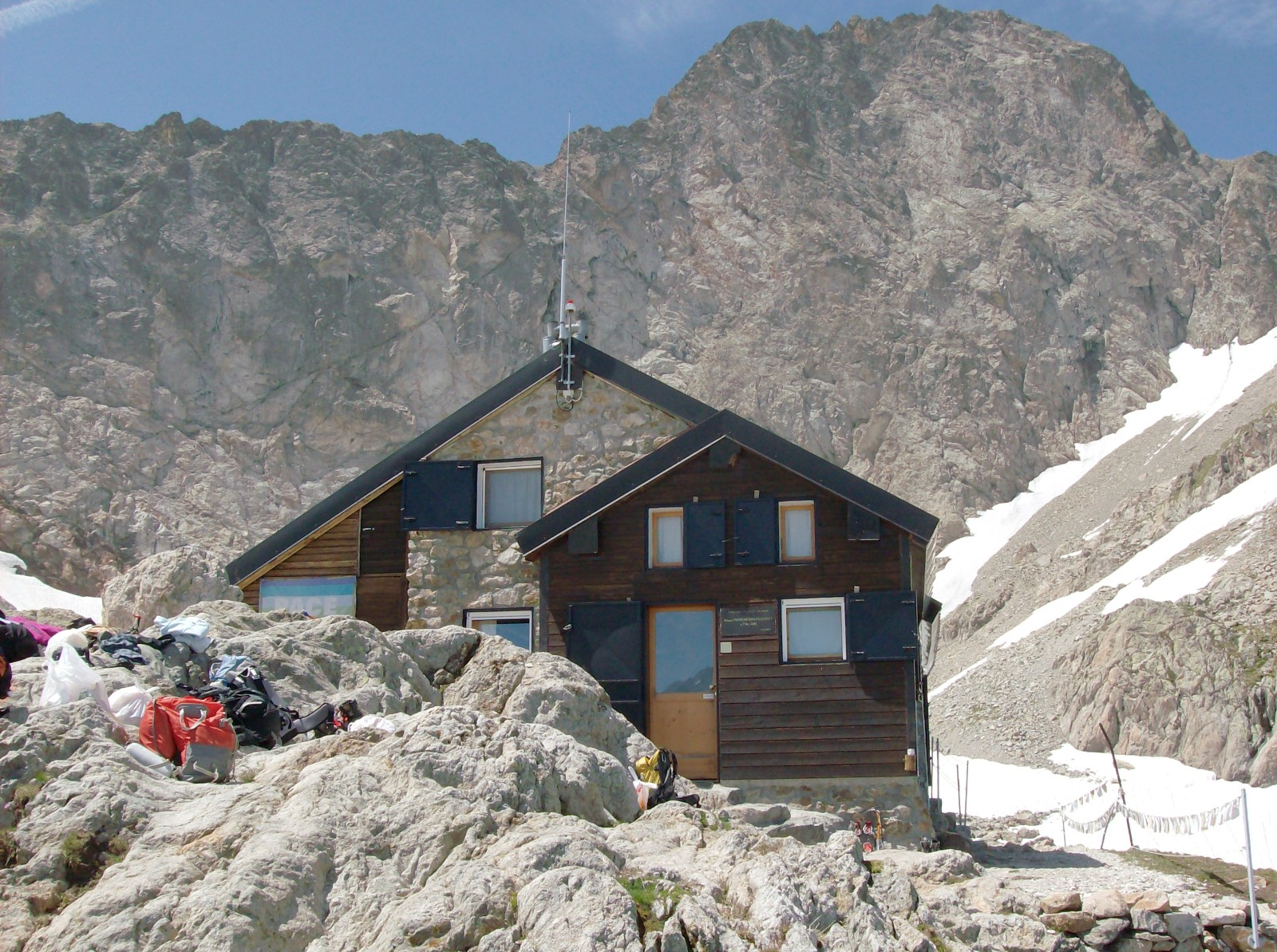
Rifugio Pagarì (2650 m)

- Rifugio San Giacomo (1250 m)
- Bivacco Moncalieri (2710 m)
- Ricovero Vernasca